# هيو مورو (سياسي)
هيو مورو (بالإنجليزية: Hugh Morrow)‏ هو شخصية أعمال ومحامي وسياسي أمريكي، ولد في 1873 في برمنغهام في الولايات المتحدة، وتوفي في 1960. حزبياً، نشط في الحزب الديمقراطي.